# آنوش الباکیان
آنوش الباکیان (ارمنی: Անուշ Էլբակյան؛ انگلیسی: Anush Elbakyan) تهیه‌کننده و روزنامه‌نگار ارمنی‌تبار نشریه آمریکایی «بوستون گلوب» است.

## جوایز
وی در سال ۲۰۲۱ جایزه امی (به انگلیسی: Emmy Award)، بالاترین جایزه آکادمی تلویزیون ملی آمریکا را دریافت کرد. آنوش الباکیان همچنین در سال‌های ۲۰۱۶، ۲۰۱۷، ۲۰۱۹ و ۲۰۲۰ برنده Emmy Award شده بود. وی در سال ۲۰۲۰، چهار جایزه آکادمی تلویزیون ملی آمریکا به وی اهدا شد.

## زندگی شخصی
وی فرزند آرتور الباکیان، بازیگر، کارگردان، تهیه‌کننده و مجری تلویزیون می‌باشد.